# Triclorosilano
Il triclorosilano, avente come formula molecolare HSiCl3, è un composto inorganico, esso si presenta liquido ed incolore a temperatura ambiente, tossico, infiammabile e corrosivo, caratterizzato da una tensione di vapore di 6,7 kPa a 21 °C. Viene trasportato allo stato gassoso pressurizzato con azoto a 138 kPa.

## Applicazioni
Nell’industria dei semiconduttori, il triclorosilano è impiegato per la deposizione epitassiale di silicio, specialmente per gli strati più spessi (> 5 µm) e se non è cruciale ottenere transizioni di profilo nette ed avere uno stretto controllo sullo spessore del film.